# Lapinjärvi
Lapinjärvi (Lappträsk en suec), és un municipi situat al sud de Finlàndia. Es tracta d'un municipi bilingüe, amb una majoria de palants del finès i una minoria del suec.

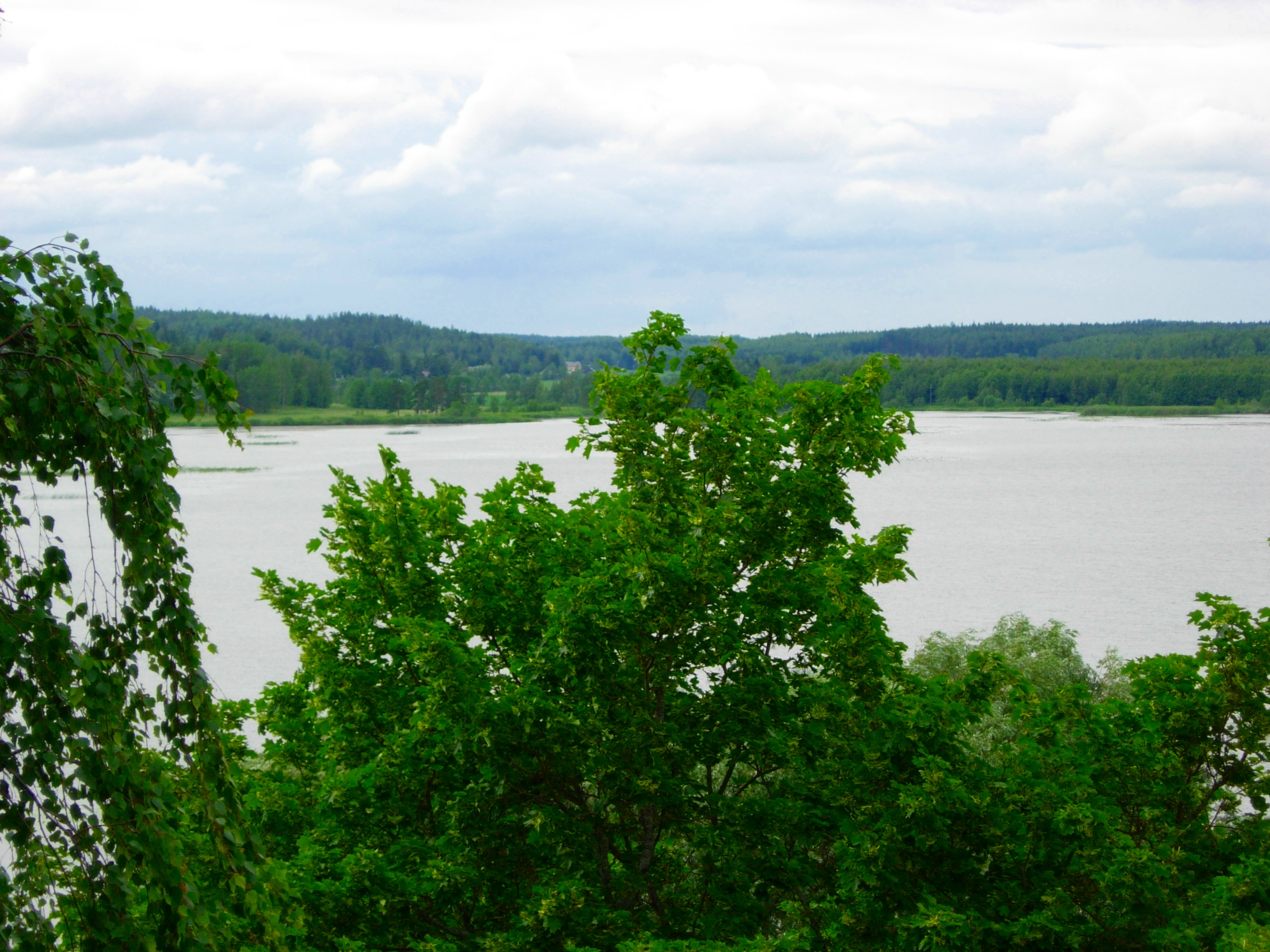
Llac de Lapinjärvi